# Хасаева, Сабина Самед кызы
Сабина Самед кызы Хасаева (азерб. Səbinə Səməd qızı Xasayeva; род. 30 марта 1993 года, Азербайджан) — государственный и политический деятель. Депутат Милли меджлиса Азербайджанской Республики VI и VII созывов, член комитета по региональным вопросам.

## Биография
Сабина Хасаева родилась 30 марта 1993 году в Азербайджане. С 2010 по 2014 год в Азербайджанском университете языков проходила обучение по направлению Скандинавистика. С 2016 по 2018 год обучалась в магистратуре Азербайджанского государственного университета нефти и промышленности. В совершенстве владеет английским и норвежским языками.
В 2014 и 2019 годах Сабина Хасаева принимала участие в муниципальных выборах депутатов. Дважды избиралась депутатом муниципалитета Локбатан округа № 12 Карадаг—Бинагади—Ясамал. Являлась заместителем председателя муниципалитета.
На выборах в Национальное собрание Азербайджана VI созыва, которые прошли 9 февраля 2020 года, баллотировалась по Карадаг—Бинагади— Ясамальскому избирательному округу № 12. По итогам выборов одержала победу и получила мандат депутата Милли меджлиса Азербайджанской Республики. С 10 марта 2020 года приступил к депутатским обязанностям. Является членом комитета по региональным вопросам. Член межпарламентстких групп по взаимодействию со странами Люксембург, Норвегия, Уругвай. Самый молодой депутат Национального собрания Азербайджана за всё время работы этого законодательного органа власти. 
В сентября 2024 года на парламентских выборах в Азербайджане 1 сентября одержала победу в Бинагади-Гарадагском избирательном округе №11. Официально стала депутатом Милли меджлиса Азербайджана седьмого созыва, первое заседание которого состоялось 23 сентября 2024 года.
Замужем.